# V-A-C Foundation
Die V-A-C Foundation ist eine russische Kunststiftung des Oligarchen Leonid Michelson, die international tätig ist. Überregional bekannt wurde die Stiftung durch den Aufbau von Ausstellungszentren für zeitgenössische Kunst in Venedig und Moskau – genannt V–A–C Zattere (2017) und GES-2 (2021) – sowie das Sponsoring von zwei Romeo-Castellucci-Inszenierungen bei den Salzburger Festspielen.
V-A-C steht für „Victoria – the Art of being Contemporary“. Victoria ist der Name einer Tochter Michelsons.

## Ziele
Schwerpunkt der Stiftungsarbeit ist die Förderung zeitgenössischer Kunst aus Russland. Das wichtigste Projekt, das GES-2, sollte „kein Museum im klassischen Sinne werden, sondern eine Art Begegnungs- und Produktionsstätte für die russische und internationale Kulturszene.“ Das Haus ist niederschwellig konzipiert, der Eintritt ist frei. Das GES-2 will dem Moskauer Publikum visuelle und performative Kunst, modernen Tanz und zeitgenössische Musik aus dem internationalen Kunstbetrieb vorstellen. Generaldirektorin der Stiftung von 2009 bis Dezember 2021 war Teresa Iarocci Mavica. Interimistischer Nachfolger ist Artem Bondarevsky.

## V–A–C Zattere
Im Frühjahr 2017 wurde die Restaurierung eines historischen Palazzos am Canale della Giudecca (Zattere, Dorsoduro 1410) abgeschlossen und der vierstöckige Bau als Kunstzentrum der Stiftung eröffnet. Der Name stammt von der Gegend, den Zattere im Stadtteil Dorsoduro. Restaurierung und Renovierung des Gebäudes erfolgten unter Leitung des Architekten Alessandro Pedron von _apml architetti. Die Gesamtfläche von 2.000 m² ist zur Hälfte dem Ausstellungsbetrieb gewidmet. In der anderen Hälfte befinden sich ein Restaurant, Veranstaltungsräume, Büros und Wohnungen.
Anlässlich der 59. Biennale di Venezia kuratierte Teresa Iarocci Mavica die Ausstellung When Gondola Engines Were Taken to Bits, Untertitel „A Carnival in Four Acts“.
Im Mai 2022 wurde das Gebäude von Aktivisten, die gegen den russischen Angriffskrieg auf die Ukraine protestierten, besetzt. In der Folge wurde der Betrieb auf unbestimmte Zeit eingestellt.

## GES-2

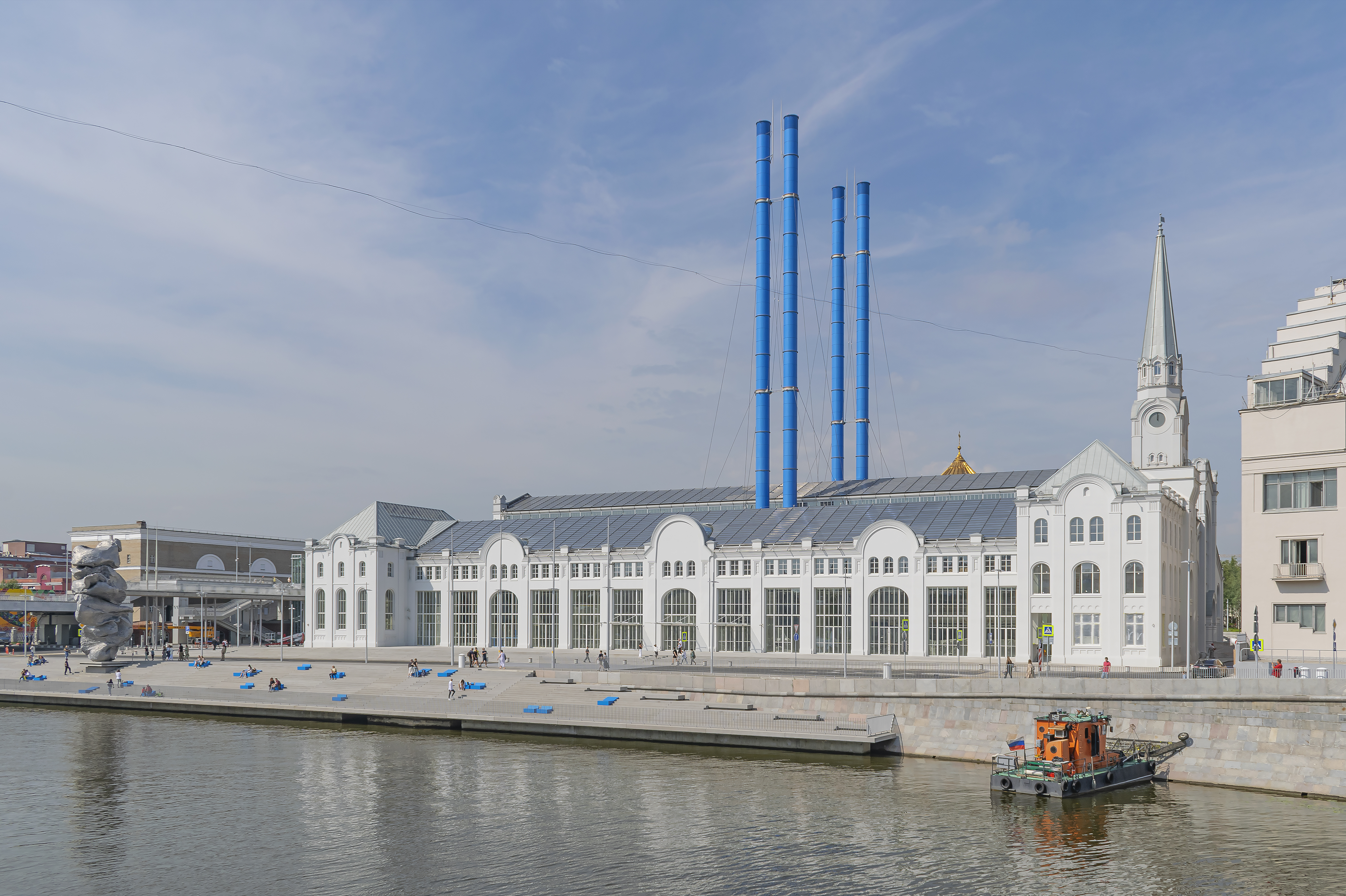
Haus der Kultur GES-2, Moskau 2021

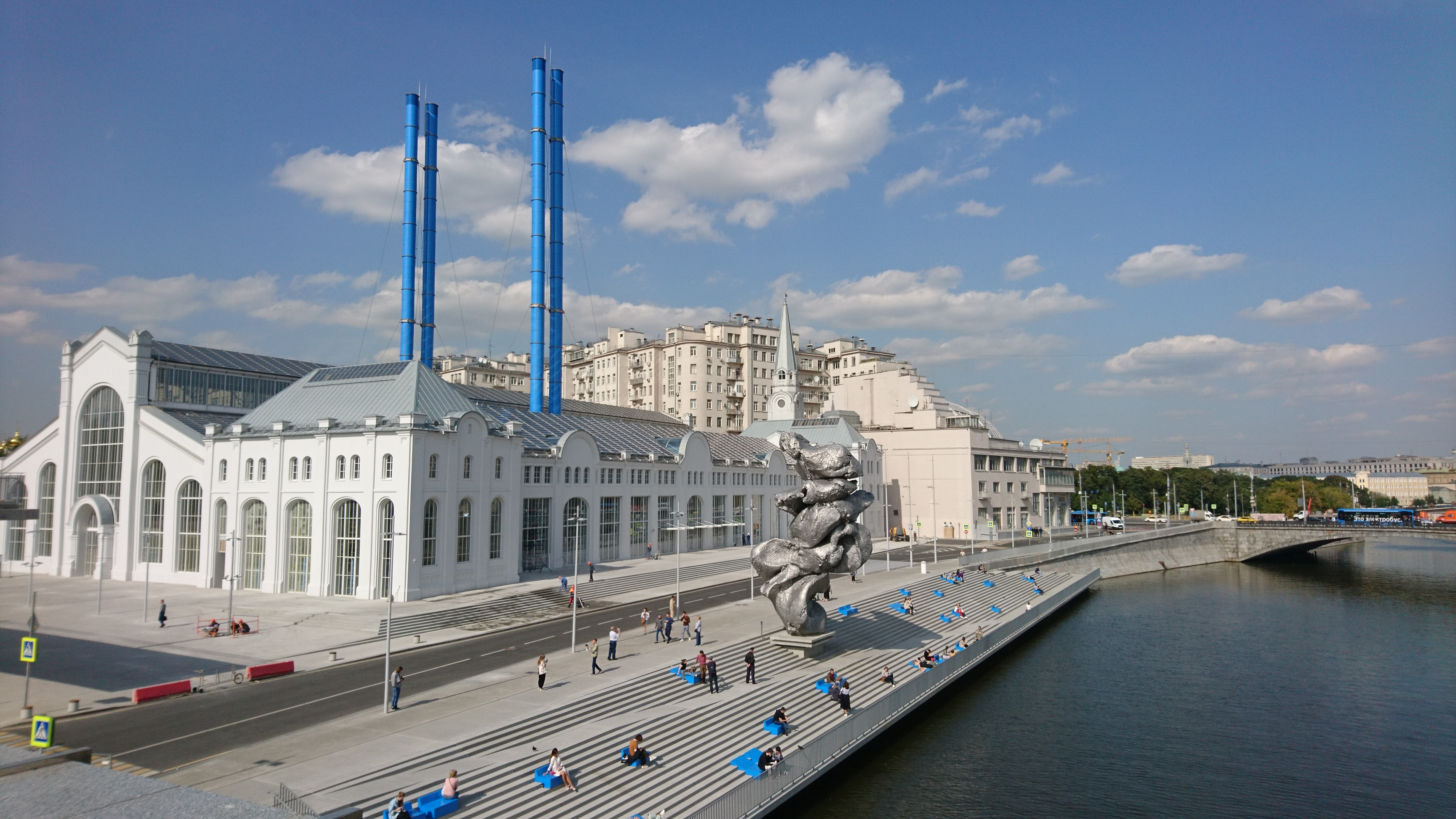
GES-2, davor Big Clay #4

Das Kraftwerk GES-2 (russisch ГЭС-2), auch bekannt als MGES-2 bzw. Tramwainaja (russisch Трамвайная), ist am Bolotnaja-Damm im Moskauer Bezirk Jakimanka gelegen, es wurde 1907 in Betrieb genommen. Die Distanz zum Kreml beträgt nur wenige hundert Meter, der Bau liegt am gegenüberliegenden Ufer der Moskwa. Das Kraftwerk war das zweitgrößte von Moskau und stand bis 2014 in Betrieb. Im November 2009 wurde das Bauwerk als Kulturgut unter Schutz gestellt. Nach der Stilllegung wurde das Gebäude an die V-A-C Foundation verkauft. In September 2015 fand die erste Ausstellung statt, sie trug den Titel Expanding Space. Artistic Practice in the Urban Environment. Im März 2017 lud die Stiftung bei freiem Eintritt zu einem einwöchigen Kunst- und Klangfestival in den bereits leergeräumten Hallen. Das Projekt trug den Titel Geometry of Now, wurde von fünfzig russischen und ausländischen Künstlern und Musikern gestaltet. Kurator war Mark Fell, ein multidisziplinärer Künstler, bekannt vor allem aus den Bereichen Elektronische Tanzmusik und Experimentalmusik. Danach ließ die Stiftung den Bau unter Leitung des italienischen Architekten Renzo Piano renovieren und für Ausstellungszwecke adaptieren. Der Architekt wollte eine „Kathedrale des Lichts“ schaffen, bei Tageslicht durchflutet durch die Fensterfronten und das Glasdach, nachts durch ein ausgefeiltes Lichtkonzept zum Strahlen gebracht. Das Kulturzentrum mit einer Ausstellungsfläche von 20.000 m² wurde am 4. Dezember 2021 eröffnet, zu den ersten Besuchern zählten Wladimir Putin und die Pussy-Riot-Künstlerin Mascha Aljochina.
Für einen Eklat sorgte die im öffentlichen Raum vor dem GES-2 postierte Skulptur Big Clay #4 des Schweizer Künstlers Urs Fischer, ein zwölf Meter hohes Werk aus Stahl und Aluminium. Die Wiener Tageszeitung Der Standard fasste die Kontroverse wie folgt zusammen: „Es sei ein Symbol für Unvollkommenheit und Transformation, erklärte V-A-C, eine russische Stiftung für zeitgenössische Kunst. Das Problem: Viele Moskauer erinnert der Brocken eher an einen gigantischen Kackhaufen.“ The Moscow Times sah in der Negativpublicity einen Grund für den Rücktritt der langjährigen Generaldirektorin der Stiftung, Teresa Iarocci Mavica.

Die erste Ausstellungsprojekt im GES-2 trug den Titel Nach Moskau, nach Moskau, nach Moskau, entlehnt den Drei Schwestern von Tschechow. Kurator war Ragnar Kjartansson. Teil des Projekts war ein Remake von Santa Barbara, einer Soap Opera aus den Vereinigten Staaten, die im Russland der 1990er-Jahre populär wurde und den Umstieg in den Kapitalismus signalisierte. Noch am Tag des russischen Überfalls auf die Ukraine zog Kjartansson seine Ausstellung zurück und beendete die Produktion des Santa Barbara-Remakes.

## Sponsoring
Teresa Iarocci Mavica gilt als Bewunderin der künstlerischen Arbeit von Romeo Castellucci. Ihr Engagement führte zum Projektsponsoring der V-A-C Foundation für zwei Operninszenierungen Castelliccis bei den Salzburger Festspielen – 2019 der Salome von Oscar Wilde und Richard Strauss, 2021 des Don Giovanni von Lorenzo Da Ponte und Wolfgang Amadeus Mozart. Die Fördersumme betrug jeweils 400.000 Euro.
Für die Castellucci-Inszenierung von A kékszakállú herceg vára im Sommer 2022 wurde ursprünglich noch einmal 400.000 Euro zugesagt. Der Salzburger Intendant Markus Hinterhäuser hatte zu Beginn der Festspiele noch keine Klarheit, ob die Zusage hält.